# Atenodoro di Bisanzio
Atenodoro (in greco Ἀθηνόδωρος?, oppure Atenogene in greco Ἀθηνογένης?; ... – 148) è stato un vescovo romano, titolare della diocesi di Bisanzio dal 144 al 148. Durante il suo episcopato la città era governata dal tiranno Zeusippo.